# Reginald Baker
Reginald Leslie Baker surnommé Snowy est un athlète, promoteur et acteur australien né le 8 février 1884 à Surry Hills et mort le 2 décembre 1953 à Los Angeles, Californie.

## Carrière
Il remporte aux Jeux olympiques de 1908 à Londres la médaille d'argent en boxe anglaise dans la catégorie poids moyens. Après des victoires aux dépens de William Dees, William Childs et William Philo, Baker perd en finale aux points contre Johnny Douglas.

## Palmarès

### Jeux olympiques
- Jeux olympiques de 1908 à Londres[1] (poids moyens)

Il termine aussi quatrième avec le relais 4 fois 200 mètres nage libre en natation à ces mêmes jeux de 1908.

## Filmographie
- 1918 : The Enemy Within (en) de Roland Stavely
- 1918 : The Lure of the Bush (en) de Claude Flemming
- 1920 : The Man from Kangaroo (en) de Wilfred Lucas
- 1920 : The Shadow of Lightning Ridge (en) de Wilfred Lucas
- 1920 : The Jackeroo of Coolabong (en) de Wilfred Lucas
- 1921 : Sleeping Acres (en) de Bertram Bracken
- 1923 : Pals
- 1923 : His Last Race (en) de Reeves Eason et Howard Mitchell
- 1924 : The White Panther (en) d'Alan James
- 1924 : Empire Builders (en) de Phil Goldstone
- 1924 : The Sword of Valor de Duke Worne
- 1924 : Fighter's Paradise (en) d'Alvin J. Neitz
- 1937 : La Grande Ville de Frank Borzage
- 1939 : The Kid from Texas (en) de S. Sylvan Simon